# 프리드리히 횔덜린
프리드리히 횔덜린(Friedrich Hölderlin, 1770년 3월 20일-1843년 7월 6일)은 독일의 시인이다. 넥카 강변의 라우펜에서 출생하였으며 튀빙엔 대학에서 신학과 철학을 공부하였다.
재학 당시 철학자 헤겔·셸링 등과 사귀었다. 고대 그리스를 동경하여 낭만적·종교적인 이상주의를 노래한 그의 시는 오늘날 높은 평가를 받고 있다. 작품으로는 소설 《휘페리온》, 미완성 비극 《엠페도클레스》, 시 <하이델베르크>, <라인강>, <다도해>, <빵과 포도주> 등이 있다.

## 관련 저서
- 장영태, 《횔덜린 시 전집》(전 2권), 책세상, 2017년
- 상동, 《횔덜린》, 시와 진실, 2020년
- 상동 옮김, 《횔덜린 서한집》, ITTA, 2022년
- 상동 옮김 및 해설, 《횔덜린 시 깊이 읽기》, 책세상, 2023년

## 같이 보기
- 테오도어 아도르노
- 마르틴 하이데거